# Moscardón
Moscardón es una localidad y municipio español perteneciente a la provincia de Teruel, la comunidad autónoma de Aragón. Tiene un área de 26,99 km² con una población de 56 habitantes (INE 2016) y una densidad de 2,07 hab/km². Situado en la parte suroccidental de la comarca y Sierra de Albarracín incluida en la Sesma de Frías de Albarracín, dista 58,4 km de Teruel por la TE-900 y TE-911.

## Geografía
El pueblo se sitúa en un bello paraje entre cañones de calizas jurásicas y cretácicas recorridos por cursos de agua, de los que el más importante es el barranco de Masegar, afluente del río de la Fuente del Berro. Dadas las características geológicas de la zona, también son abundantes las fuentes (de Valdebádenas, del Royo, Vieja, de la Colmenica, de Covatillas). Extensos pinares ocupan las laderas de las muelas de la Morezuela, Santa Ana, etcétera.
Moscardón está situada en el alto de un cerro a cuyos pies de se encuentra el Barranco de El Castellar, que es una continuación del valle del Masegar. Es esta una zona de gran importancia para la agricultura del pueblo dotada de fértiles tierras. Estos dos valles cruzan la población de sur a norte. Al este encontramos una zona de labor (La Vega y La Hoya) y al oeste una zona de montañas (Los Pozuelos y La Sarriosa) por la que transcurre la carretera que se dirige a Frías de Albarracín.

## Clima
Posee un clima mediterráneo con una fuerte componente continental, así como una oscilación térmica que llega a los 17 °C entre los meses de diciembre (6 °C) y julio (23 °C).
La temperatura media anual es de 10,3° y presenta 690 mm de precipitación anual.

## Medio ambiente
Por lo que respecta a parajes de ocio e interés paisajístico, Moscardón se encuentra rodeado de multitud de fuentes y extensos pinares, en los cuales se han ubicado algunos lugares de esparcimiento, como el Merendero del Masegar y el Merendero de la Balsa del Molino, este último muy cercano a la ubicación del antiguo aljibe-molino. También, muy cerca, aunque perteneciente al término municipal de Terriente, se encuentra la zona de acampada de Algarbe. En sus alrededores existen diversos parajes de interés paisajístico como las fuentes del Barranco la Oyala, de la Tubilla, de la Muela, Batanero y la Albarca, el Barranco del Recuenco y el Arroyo del Masegar.

## Historia
Los orígenes de la localidad podrían situarse a finales del siglo XII con la conquista cristiana y posterior repoblación de la serranía con gentes de Navarra. Está asentado físicamente sobre una posición fácilmente defendible, ya que el barranco que circunda la población actúa a modo de defensa natural. El pueblo ocupa un lugar estratégico enlazado visualmente con la torre del Andador de Albarracín y con el pico Javalón, desde donde se divisa la Iglesia, que debió sustituir a alguna torre defensiva.
El 21 de junio de 1257, por privilegio del rey Jaime I dado en Teruel, este lugar pasa a formar parte de Sesma de Frías de Albarracín en la Comunidad de Santa María de Albarracín, que dependían directamente del rey, perdurando este régimen administrativo siendo la única que ha permanecido viva tras la aplicación del Decreto de Disolución de las mismas, en 1837, teniendo su sede actual en Tramacastilla.

## Demografía
Moscardón cuenta con una población de 61 habitantes (INE 2024).
| Gráfica de evolución demográfica de Moscardón entre 1842 y 2021                                                     |
| |
| Población de derecho según los censos de población del INE Población de hecho según los censos de población del INE |

## Economía
La principal fuente de ingresos son la cría de ganado y el cultivo de cereales.
Los encantos de la localidad se completan con la degustación de sus carnes y de sus magníficos platos de cuchara.

## Administración y política
| Período   | Alcalde                    | Partido |  |
| --------- | -------------------------- | ------- |  |
| 1979-1983 | F. Manuel Murciano Vicente | UCD     |  |
| 1983-1987 |                            |         |  |
| 1987-1991 |                            |         |  |
| 1991-1995 |                            |         |  |
| 1995-1999 |                            |         |  |
| 1999-2003 |                            |         |  |
| 2003-2007 | Manuel Murciano Vicente    | PAR     |  |
| 2007-2011 | Manuel Murciano Vicente    | PAR     |  |
| 2011-2015 | Manuel Murciano Vicente    | PAR     |  |
| 2015-2019 | Manuel Murciano Vicente    | PAR     |  |

| Partido político    | Partido político                                   | 2003   | 2007   | 2011   | 2015   |
| Partido político    | Partido político                                   | Ediles | Ediles | Ediles | Ediles |
|                     | Partido Aragonés (PAR)                             | 1      | 1      | 1      | 1      |
|                     | Partido Popular de Aragón (PP)                     | —      | —      | —      | —      |
|                     | Partido de los Socialistas de Aragón (PSOE-Aragón) | —      | —      | —      | —      |
| Total de concejales | Total de concejales                                | 1      | 1      | 1      | 1      |

## Patrimonio
Dentro del casco urbano el edificio de mayor interés arquitectónico es la iglesia de San Pedro Apóstol, siendo destacable su espectacular emplazamiento, sobre un espolón rocoso, dominando el Barranco del Castellar. La fuerza que se desprende de su arquitectura parece prolongar la masa montañosa, lo que le confiere una gran singularidad.
La fábrica actual de la iglesia parroquial católica tiene muros de mampostrería, tres naves con pilares cruciformes y arco triunfal de medio punto; está cubierta con bóveda de medio cañón, salvo en el crucero, que presenta una cúpula sobre pechinas, con bandas. En la cúpula tiene el escudo del obispo Juan Francisco Navarro Salvador y Gilaberte, por lo que su construcción debe ser de mediados de siglo XVIII. El coro está situado a los pies, en alto y decora su antepecho con una balaustrada de hierro.
La torre adosada tiene dos cuerpos, de mampostería, y parece pertenecer a una época anterior, finales del siglo XVI. En el presbiterio hay un retablo gótico de mediados del siglo XV, con temática mariana; las dos tablas superiores se refieren a la Dormición y Asunción de la Virgen. En la sacristía se guardan dos imágenes excelentes de la Virgen con el Niño, del siglo XVI, y otra de San Antonio, del siglo XVII. Diociochescas son las imágenes del Niño de la Bola y de San Miguel. En las capillas hay magníficas tallas del siglo XVIII: San Pedro, Santa Ana y San José.
Otro edificio religioso reseñable es la ermita de San Roque, que corresponde a una tipología que suele ser común en toda la Sierra: nave única de planta rectangular bastante alargada, sin ábside, orientada en sentido este oeste. Se halla situada cerca del barranco del Castellar (el mismo que domina la Iglesia principal), y desde su lado oeste se puede contemplar unas hermosas vistas de la formación montañosa conocida como Santa Bárbara, donde se asienta un extenso pinar.
Toda la ermita está hecha en mampostería, con piedra irregular sin labra. Los sillares labrados se utilizaron como refuerzo en las esquinas. La única señal exterior que nos indica la condición religiosa del edificio es un pequeño Crismón situado en la portada. La puerta con arco de medio punto, se abre hacia el lado sur y está ligeramente descentrada hacia los pies. En este mismo lado se abre un pequeño hueco, que junto con otro situado en el lado oeste son los únicos vanos de iluminación del interior.
Adentrándonos en su casco urbano sobresale el edificio de la casa consistorial, de planta rectangular, en mampostería, con dos plantas, restaurado en las últimas décadas. La planta inferior presenta la característica lonja de vanos con arcos rebajados sobre pilar adosado. La terminación se llevó a cabo mediante espadaña con reloj. 
También cabe destacar el aljibe-molino formado por dos voluminosos edificios.
Moscardón todavía conserva la arquitectura típica de la Sierra, condicionada por la climatología y por aspectos internos como la forma de vida de sus moradores, en donde destacan dos casonas, que debieron pertenecer en su momento a las familias más ricas de la población.

## Fiestas y costumbres
Las fiestas patronales honran a la Virgen de la Asunción el 16 de agosto, aunque se celebran los días 20,21 y 22 de agosto. Y a San Roque se le celebra el 15 de agosto una procesión desde la iglesia de San Pedro hasta la ermita que lleva el mismo nombre la cual se sitúa a unos 500m. También se celebra la Romería de la Estrella el último domingo de mayo.
El acusado descenso del número de habitantes ha llevado al recuerdo tradiciones tan características como la celebración de los mayos en primavera (todavía celebrados en Albarracín). A pesar de ello, se siguen realizando diferentes actividades tradicionales como los encierros de vacas bravas.

## Serranía de Albarracín
Es una comunidad histórica con personalidad propia, situada entre Aragón y Castilla. La Sierra de Albarracín participa de la cultura de ambas.
Los primeros pobladores dejaron su huella, hace 10 000 años, en las pinturas rupestres del Rodeno.
Fue un reino independiente del Califato cordobés que perteneció a la familia de los Beni Razin, la cual le dio su nombre actual. Con Ibn Ammar este territorio alcanzó un gran esplendor, siendo centro de cultura y refinamiento.
Bajo la dominación cristiana se creó una sede episcopal, aunque en la actualidad pertenece a la diócesis de Teruel.
Pedro Fernández de Azagra resistió a las tropas del monarca aragonés Jaime I, que tuvo que buscar para sitiar la ciudad de Albarracín la ayuda de Castilla.
En 1284, Pedro III la convirtió, tras su conquista, en la cuarta comunidad de Aragón, respetando sus antiguos fueros.
En el siglo XVI y XVII, si bien perdió algunas libertades, ganó en prosperidad y desarrollo económico.
Los documentos más antiguos que hacen mención a las Sesmas (o Sexmas) de Albarracín son del siglo XIII. El 21 de junio de 1257, en Teruel, el rey don Jaime I concede el privilegio sobre competencia de jurisdicción de sexmeros, asistentes y jurados de la Ciudad y Comunidad de Santa María de Albarracín.
El territorio de la Sierra de Albarracín aparece dividido en cuatro sexmas, que comprenden todas sus poblaciones. La Sexma de Frías de Albarracín incluye al municipio de Moscardón junto con los de: Frías de Albarracín, Calomarde, Royuela y Torres de Albarracín.

## Personas destacadas
- Bruno Martínez Sacedo, sacerdote escolapio en proceso de canonización.